# 长寨街道
长寨街道，是中华人民共和国贵州省黔南布依族苗族自治州长顺县下辖的一个街道办事处。
2014年2月14日，贵州省人民政府批复同意长顺县部分乡镇行政区划调整，新设置的长寨镇辖原长寨镇、威远镇、种获乡、摆塘乡，镇人民政府驻长兴社区。
2015年1月21日，贵州省人民政府批复同意撤销长寨镇建制，设置长寨街道，办事处驻长兴社区。

## 行政区划
长寨街道下辖以下地区：
长兴社区、和平社区、城南社区、新民村、磨谢村、桐笋村、杉木村、冗雷村、所把村、磨油村、威远社区、永增村、新坝村、付家院村、上洪村、长坡村、牛坡村、雷坝村、中堂村、摆板沟村、种获村、生联村、长江村和威远镇。